# Бюма, Эдо
Эдо Бюма (нидерл. Edo Buma, 31 марта 1946, Энсхеде, Нидерланды) — нидерландский хоккеист (хоккей на траве), нападающий.

## Биография
Эдо Бюма родился 31 марта 1946 года в нидерландском городе Энсхеде.
Играл в хоккей на траве за ДКС из Энсхеде, позже — за «Гаагу».
В 1968 году вошёл в состав сборной Нидерландов по хоккею на траве на Олимпийских играх в Мехико, занявшей 5-е место. Играл на позиции нападающего, провёл 3 матча, забил 1 мяч в ворота сборной Великобритании.

## Семья
Сын Эдо Бюмы Яап-Дерк Бюма (род. 1972) также выступал за сборную Нидерландов по хоккею на траве, в 2000 году завоевал золотую медаль летних Олимпийских игр в Сиднее.